# Tisâmeno (rei de Tebas)
Tisâmeno foi um filho de Tersandro, Rei de Tebas. Ele foi sucedido pelo seu filho Autesião.
Tisâmeno era filho de Tersando com Demonassa, filha de Anfiarau. Quando Tersando foi morto na Mísia por Télefo, Tisâmeno era muito jovem, e Peneleu foi escolhido para ser o comandante das forças tebanas na Guerra de Troia. Com a morte de Peneleu por Eurípilo, filho de Télefo, Tisâmeno foi escolhido rei.
As Fúrias, que perseguiram Laio e Édipo, seus ancestrais [carece de fontes?], pouparam Tisâmeno, mas voltaram a perturbar Autesião, seu filho.